# Tatiana Nikolaïeva
Pour les articles homonymes, voir Nikolaïeva.
Tatiana Petrovna Nikolaïeva (en russe : Татьяна Пeтрoвнa Николаева) est une compositrice et pianiste russe, née le 4 mai 1924 à Bejitsa (oblast de Briansk) et morte le 22 novembre 1993 à San Francisco.

## Biographie
Tatiana Nikolaïeva commence à jouer du piano à l'âge de trois ans, elle étudie au Conservatoire Tchaïkovski de Moscou avec Alexandre Goldenweiser et Evgueni Goloubev.
En 1950, elle remporte le premier prix du Concours international Bach de Leipzig. Lors de ce concours, elle rencontre Dmitri Chostakovitch et devient amie avec lui. C'est elle qui crée le 23 décembre 1952 à Leningrad ses Vingt-quatre Préludes et Fugues.
À partir de 1959, elle devient professeur au Conservatoire Tchaïkovski de Moscou où elle succède à son professeur Alexandre Goldenweiser. Parmi ses élèves on peut compter le pianiste russe Nikolaï Louganski.
Son répertoire allait de Bach dont elle jouait l'intégralité de la musique composée pour le clavecin à la musique contemporaine russe et même française (elle a joué la Sonate d'Henri Dutilleux). Elle a enregistré plus de 100 disques. Selon un article du Monde : « En possession du répertoire le plus étendu qu'un pianiste ait jamais pratiqué, cette interprète mémorisait, une fois pour toutes, la musique qu'elle avait apprise. Elle était ainsi capable de proposer plus de cent programmes de récitals différents et sa liste de concertos sus par cœur s'élevait à cent cinquante œuvres. »
Elle réalisa une fantaisie de concert[pas clair] pour piano seul d'après le conte musical Pierre et le loup de Sergueï Prokofiev (Pierre, L'oiseau, Le canard, Le chat, Le grand-père, Le loup et La marche triomphale).
En 1971, elle partage avec Günther Leib le prix Robert-Schumann.
Elle est récompensée par un prix Staline en 1951, pour la composition d'un concerto pour piano avec orchestre, et sacrée Artiste du peuple de l'URSS en 1983. Elle est membre de l'Académie royale de musique de Suède.
Elle a été membre du jury du Concours International de Piano de Santander Paloma O’Shea en 1990.
Le 13 novembre 1993, au cours d'un récital à San Francisco, elle fait une hémorragie infra-cérébrale et meurt 9 jours plus tard, le 22 novembre 1993. Elle est inhumée au cimetière de Novodevitchi.

## Œuvres
- Quintette pour cordes et piano, 1947